# Serra de la Vall de la Torre
La Serra de la Vall de la Torre, també coneguda amb el nom de Serra de la Vall, és una serra situada als municipis de Benissanet a la Ribera d'Ebre i Corbera d'Ebre a la Terra Alta, amb una elevació màxima de 450,8 metres.
La Serra de la Vall és una prolongació septentrional de la Serra de Cavalls.